# Бериша, Ветон
Ветон Бериша (норв. Veton Berisha; род. 13 апреля 1994, Эгерсунн, Ругаланн) — норвежский футболист, нападающий клуба «Молде». Его родители из Косово, является младший братом Валёна Бериша. Выступал за сборную Норвегии.

## Карьера
Воспитанник норвежского клуба «Эгерсунн ИК». В 2009 году дебютировал в основном составе клуба «Эгерсунн ИК». В 2009—2015 годах выступал за клуб «Викинг». С 2015 по 2017 годы играл в немецком клубе «Гройтер» Фюрт. В 2017 году перешел в венский «Рапид».
24 января 2023 года «Молде» официально объявил о заключении сделки с Беришей, подписав с ним контракт на четыре года. Клуб искал замену для Давида Датро Фофане, и сумма трансфера, по сообщениям, составила примерно 35-40 миллионов шведских крон, с возможными бонусами.

## Карьера в сборной
Сборная Косово обратилось к нему, как и к его брату Валёну, когда они стали членами ФИФА в мае 2016 года. Однако, в отличие от своего брата, который выбрал Косово, он решил выступать за Норвегию.
29 мая 2016 года дебютировал за национальную сборную Норвегии в товарищеском матче против сборной Португалии.

## Статистика

### Матчи Бериши за сборную Норвегии
| Матчи Бериши за сборную Норвегии | Матчи Бериши за сборную Норвегии | Матчи Бериши за сборную Норвегии | Матчи Бериши за сборную Норвегии | Матчи Бериши за сборную Норвегии | Матчи Бериши за сборную Норвегии |
| -------------------------------- | -------------------------------- | -------------------------------- | -------------------------------- | -------------------------------- | -------------------------------- |
| №                                | Дата                             | Соперник                         | Счёт                             | Голы Бериши                      | Соревнование                     |
| 1                                | 29 мая 2016                      | Португалия                       | 0:3                              | —                                | Товарищеский матч                |
| 2                                | 5 июня 2016                      | Бельгия                          | 2:3                              | 1                                | Товарищеский матч                |
| 3                                | 31 августа 2016                  | Беларусь                         | 0:1                              | —                                | Товарищеский матч                |
| 4                                | 4 сентября 2016                  | Германия                         | 0:3                              | —                                | Чемпионат мира 2018 (отбор)      |
| 5                                | 18 ноября 2020                   | Австрия                          | 1:1                              | —                                | Лига наций УЕФА 2020/2021        |
| 6                                | 8 октября 2021                   | Турция                           | 1:1                              | —                                | Чемпионат мира 2022 (отбор)      |
| 7                                | 11 октября 2021                  | Черногория                       | 2:0                              | —                                | Чемпионат мира 2022 (отбор)      |
| 8                                | 25 марта 2022                    | Словакия                         | 2:0                              | —                                | Товарищеский матч                |
| 9                                | 29 марта 2022                    | Армения                          | 9:0                              | —                                | Товарищеский матч                |
| 10                               | 12 июня 2022                     | Швеция                           | 3:2                              | —                                | Лига наций УЕФА 2022/2023        |

Итого: 10 матчей / 1 гол; 4 победы, 2 ничьи, 4 поражения.

## Достижения
«Молде»
- Обладатель Кубка Норвегии: 2023